# عناية (مشرحات)
عناية (بالفارسية: عنیت) هي قرية تقع في إيران في قسم مشرحات الريفي. يقدر عدد سكانها بـ 90 نسمة بحسب إحصاء 2016.